# João Uva
Pas d'image ? Cliquez ici

a Compétitions nationales et continentales officielles uniquement.

b Matchs officiels uniquement.
Dernière mise à jour le 23 août 2018.
João Uva, né le 19 mai 1980 à Lisbonne (Portugal), est un joueur international portugais de rugby à XV Il joue avec l'équipe du Portugal entre 2000 et 2009, évoluant au poste de troisième ligne aile. Il mesure 1,82 m et pèse 90 kg.
Ses cousins Vasco Uva et Gonçalo Uva sont également des joueurs international portugais de rugby à XV.

## Statistiques en équipe nationale
- 46 sélections avec le Portugal
- 3 essais (15 points)
- Sélections par année : 1 en 2000, 3 en 2001, 1 en 2002, 5 en 2003, 8 en 2004, 5 en 2005, 4 en 2006, 12 en 2007, 3 en  2008 et 4 en 2009.
- Coupe du monde: 4 en 2007.